# Борзенка
Борзе́нка (укр. Борзе́нка) — река в Черниговской области Украины, правый приток речки Борзна (бассейн Днепра). Протяжённость 50 км. Площадь водосборного бассейна 423 км². На реке расположено Борзнянское водохранилище с объёмом 1,1 млн. м³.
Исток возле с. Тиница Бахмачского района. Протекает по территории Бахмачского, Борзнянского районов Черниговской области.
Притоки: ручей Парасючка, Бахмач (Безымянная).

## Населённые пункты
На берегах реки находятся такие сёла, посёлки, города (от истока до устья): Тиница, Бахмач, Пашков, Остров, Стрельники, Николаевка, Борзна, Кинашевка.